# Liste der Geotope in Salzgitter
Die Liste der Geotope in Salzgitter enthält die Geotope in der kreisfreien Stadt Salzgitter in Niedersachsen. Einige dieser Geotope stehen zugleich als Naturdenkmal (ND), Landschaftsschutzgebiet (LSG), Naturschutzgebiet (NSG) oder Teil von diesen unter Schutz.
| Geotop-Nr. | Bezeichnung | Ort                                                     | Bemerkung | Koordinaten                     | Bild                                                                     |
| ---------- | --- | ------------------------------------------------------- | --- | ------------------------------- | ------------------------------------------------------------------------ |
| 3928/04    | Kniestedter Sandbrink                                                                                                  | an der Straße von Salzgitter-Bad nach Lebenstedt        | Klippen. Länge 100 m, Höhe 5 m. Stratigraphie: Trias-Oberer Keuper (Rhät).                                         | 52° 3′ 2,9″ N, 10° 22′ 51,6″ O  |                                                                          |
| 3928/89    | Steinbruch an der Glückaufhalle Salzgitter-Gebhardshagen („Muschelkalkwand westlich von Gebhardshagen“)                | an der Straße von Salzgitter-Gebhardshagen nach Gustedt | Vertikaler Aufschluss steilstehender Schichten Stratigraphie: mittlere Trias (Unterer Muschelkalk, Jena-Formation) | 52° 5′ 56″ N, 10° 20′ 20,1″ O   | Steinbruch an der Glückaufhalle Salzgitter-Gebhardshagen, Geotop 3928/89 |
| 3928/104   | Nahe der Brandung – Salzgitter vor 135 Millionen Jahren („Die kalkigen Eisenerze der Unterkreide an der Grenzlerburg“) | 3 km südlich von Salzgitter-Bad im Salzgitter-Höhenzug  | Steinbruch mit seigeren Kalkbänken Stratigraphie: kalkige Randfazies der tiefen Unterkreide                        | 52° 1′ 19,7″ N, 10° 23′ 50,8″ O |                                                                          |